# Тобок

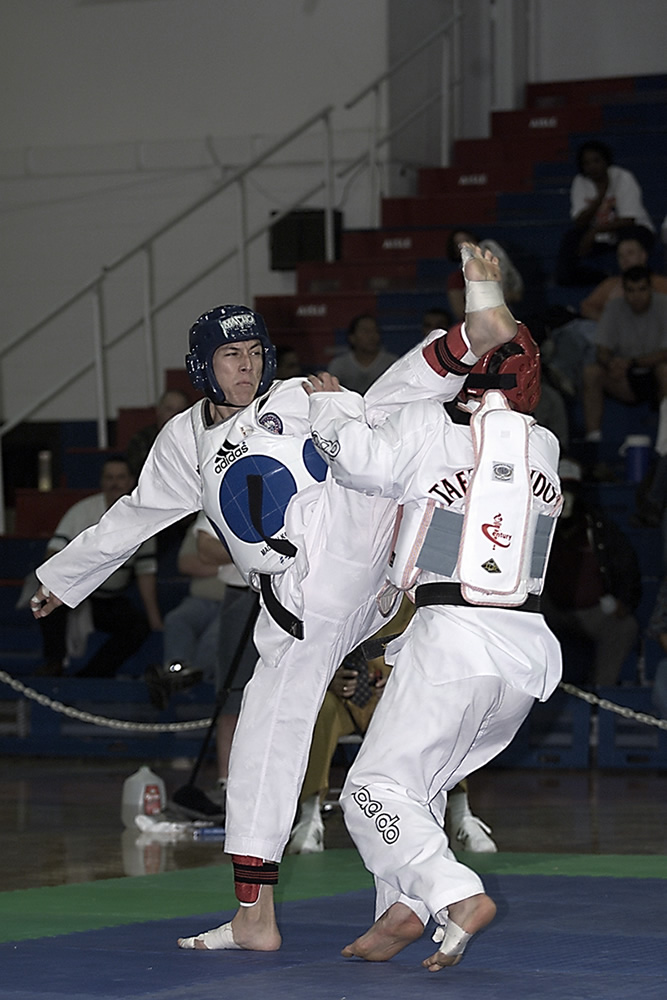
Добок на бойцах тхэквондо. Поверх добка есть дополнительная защитная экипировка

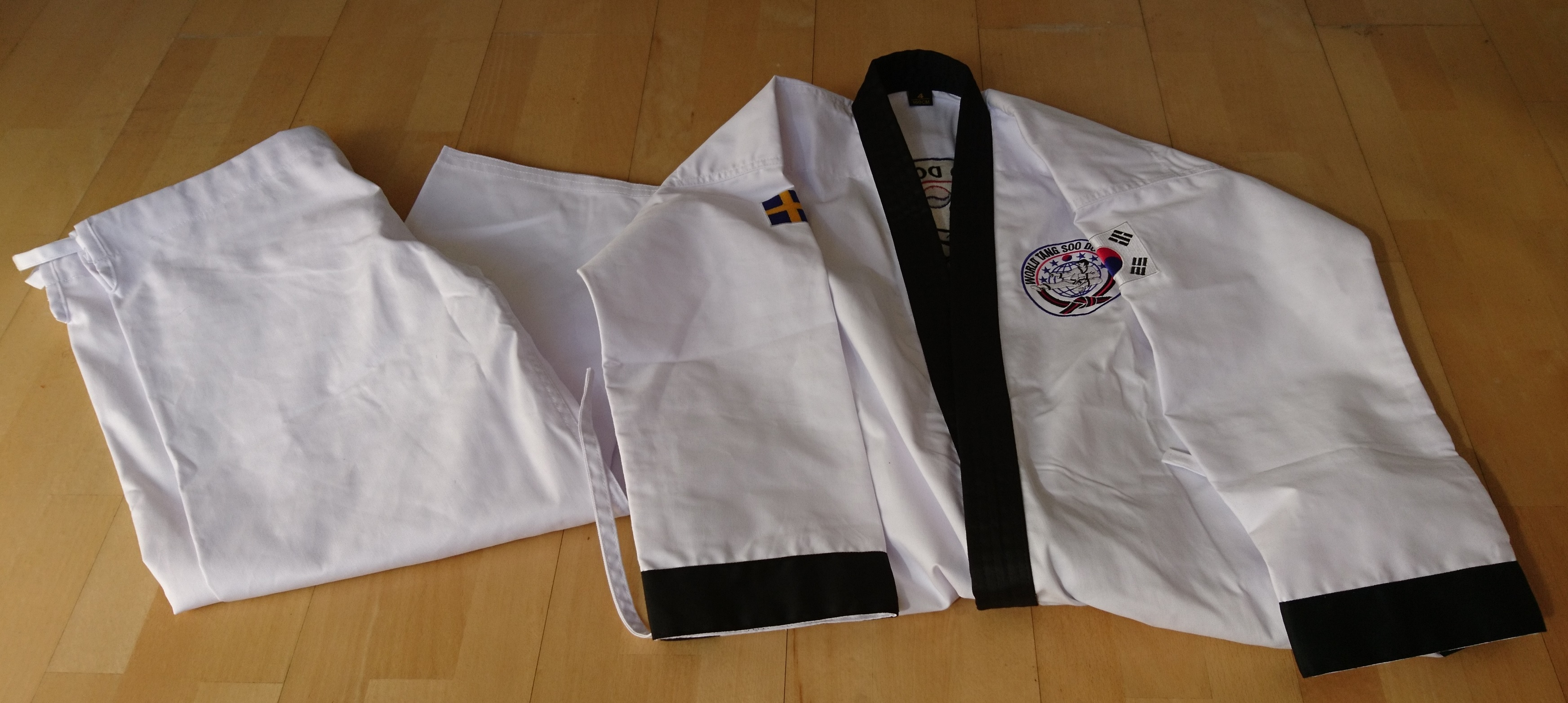
Black Belt Tang Soo Do Dobok

Тобок, добок (кор. 도복?, 道服?) — костюм из лёгкого полотна, состоящий из куртки и брюк. Предназначен для занятий тхэквондо. Тобок происходит от корейского словосочетания «то» — путь и «пок (-бок)» — костюм. 
Цвет материи, используемой для изготовления костюма, может быть любым, хотя чёрный и белый цвета получили наибольшее распространение. Также цвет подклада может контрастировать с основной расцветкой. Материал, используемый для производства чаще всего 100% хлопок или смесь хлопка и поэлистера.
Штаны тобок часто шире и длиннее, чем традиционные японские кэйкоги, поэтому тхэквондисты часто носят тобок так, как принято повязывать корейский ханбок. Покрой, используемый Всемирной федерацией Тхэквондо имеет куртку с V-образным воротом, сшитую в стиле ханбок.
Цвет пояса обозначает звание или степень владельца. Цветной пояс обозначает звание ученика, обладатель чёрного пояса имеет одну из мастерских степеней. Нет единого порядка чередования цветов поясов. Чаще всего белый пояс является первым ученическим поясом. Также существуют пояса жёлтого, зелёного, синего, красного, и чёрного цвета. 
Известные производители создают форму с разным дизайном и расцветками. Наиболее известные производители: Adidas, Mooto, Daedo.